# Nalini Krishan
Nalini Krishan (30 de agosto de 1977) es una actriz australiana nacida en Fiyi, conocida por su papel como Barriss Offee en Star Wars: Episodio II – El ataque de los clones.

## Primeros años de vida
Nalini Krishan es una indofiyiana que se crio en Australia.[cita requerida]

## Carrera temprana
Nalini Krishan filmó una serie de telerrealidad llamada Bollywood Factor en Australia, que se emitió en Divya TV y la cadena de televisión por cable india c31 en Estados Unidos, Reino Unido y Australia en abril de 2014.
Krishan es una actriz australiana que ha tenido papeles en producciones como Swift Shift, Love Pizza, una variedad de comerciales de televisión y protagonizó algunas películas de Bollywood como Prem Aggan y Soldier,[cita requerida] sólo por nombrar algunas.
Krishan ha estado actuando y modelando durante los últimos 18 años. Ella es una exganadora del concurso Miss Fiji Indian Sun y también ha desfilado en la pasarela de muchos eventos de la comunidad india. Nalini ha viajado alrededor del mundo conociendo a muchos fanáticos en convenciones en Estados Unidos, Canadá, Europa, Japón, Nueva Zelanda y Australia. Su papel más notable fue en el segundo episodio de Star Wars, donde interpretó a la Jedi Barriss Offee.
La biografía de Krishan incluye papeles principales como la protagonista del cortometraje Noise, un papel de estrella invitada en Love you Krishna, el largometraje que se estrenó en los cines en 2014 y antes de eso interpretó el papel principal en la obra de teatro Curry for Lunch. Concursó también en el reality show Bollywood Factor, donde se posicionó como una de los cinco finalistas. Se emitió en canales de cable indios de Estados Unidos, Reino Unido y Australia en 2014.
Krishan se mudó a los Estados Unidos después de su papel en Star Wars, donde reside en Los Ángeles.
El 2 de junio de 2017, Nalini Krishan fue incorporada como miembro honoraria de la Academia Galáctica, el campus más grande de Tatooine en el Caribe. La Academia Galáctica es una organización mundial con más de 30 campus en todo el mundo. Ese mismo día, ella habló ante alrededor de 150 padawans graduados y sus familiares en una de las reuniones de educadores más grandes de la isla de Puerto Rico.

## Filmografía

### Cine
| Año  | Título                                            | Papel                        | Notas                    |
| ---- | ------------------------------------------------- | ---------------------------- | ------------------------ |
| 1998 | Soldier                                           | Papel desconocido            |                          |
| 1998 | Prem Aggan                                        | Pooja                        | Sin acreditar            |
| 1999 | Holy Smoke!                                       | Pobre mendiga / Voces en off | Sin acreditar            |
| 2002 | Star Wars: Episodio II - El ataque de los clones  | Barriss Offee                | Sin acreditar            |
| 2005 | Star Wars: Episodio III - La venganza de los Sith | Barriss Offee                | Sin acreditar            |
| 2007 | The Benvenuti Family                              | Señora Rahabi                | Película para televisión |
| 2012 | Posey                                             | Bailarina de Bollywood       | Cortometraje             |
| 2013 | I Am Alone                                        | Científica                   | Cortometraje             |
| 2014 | Love You Krishna                                  | Visakha                      |                          |
| 2015 | One Less God                                      | Oficial de ambulancia        |                          |
| 2017 | Blood Sucka Jones                                 | Enfermera Elvira             |                          |
| 2019 | Love You Krishna                                  | Vishakha                     |                          |

### Televisión
| Año  | Título | Papel              | Notas                  |
| ---- | ------ | ------------------ | ---------------------- |
| 2000 | Pizza  | Chica del ascensor | Episodio: "Love Pizza" |